# テラ・ノストラ
『テラ・ノストラ』（Terra Nostra）は、メキシコの作家カルロス・フエンテスの小説。1977年、本作によってラテンアメリカ文学最高の名誉とされるロムロ・ガジェーゴス賞を受賞した。

## あらすじ
「旧世界」「新世界」「別世界」の三部構成となっており、フェリペ2世ほか実在の人物と、セレスティーナなど文学作品の登場人物が入り乱れ話が展開される。1999年のパリから話は幕を開ける。

## 日本語訳
- 本田誠二訳『テラ・ノストラ』水声社、2016年